# 约翰·尼科尔森 (自行车运动员)
约翰·尼科尔森（英語：John Nicholson，1949年6月22日—），澳大利亚男子自行车运动员。他曾代表澳大利亚参加1968年和1972年夏季奥林匹克运动会自行车比赛，其中1972年奥运会获得一枚银牌。